# Katie Swan
Katie Swan (Bristol, 24 maart 1999) is een tennisspeelster uit het Verenigd Koninkrijk. Zij begon op zevenjarige leeftijd met tennis. Haar favoriete ondergrond is hardcourt. Zij speelt rechtshandig en heeft een tweehandige backhand.

## Loopbaan
In 2015 bereikte Swan de finale van het juniorentoernooi van het Australian Open, waar zij verloor van Tereza Mihalíková.
In februari 2016 werd zij de jongste speelster (16 jaar en 316 dagen) die voor het Verenigd Koninkrijk uitkwam in de Fed Cup, een record dat eerder door Anne Keothavong werd gehouden. Later dat jaar had zij haar grandslamdebuut op Wimbledon 2016, waarvoor zij een wildcard had gekregen.
In september 2022 bereikte Swan de halve finale van het WTA-toernooi van Chennai – daarmee kwam zij binnen op de mondiale top 150 van het enkelspel.

### Tennis in teamverband
In de periode 2016–2022 maakte Swan deel uit van het Britse Fed Cup-team – zij vergaarde daar een winst/verlies-balans van 4–2.

## Posities op deWTA-ranglijst
Positie per einde seizoen:
| jaar | rang enkelspel | rang dubbelspel |
| ---- | -------------- | --------------- |
| 2015 | 514            | –               |
| 2016 | 435            | 566             |
| 2017 | 299            | 359             |
| 2018 | 176            | 524             |
| 2019 | 240            | 435             |
| 2020 | 267            | 499             |
| 2021 | 236            | 455             |

## Resultaten grandslamtoernooien
| Legenda | Legenda                          |
| ------- | -------------------------------- |
| g.t.    | geen toernooi gehouden           |
| l.c.    | lagere categorie                 |
| –       | niet deelgenomen                 |
| G       | uitgeschakeld in de groepsfase   |
| 1R      | uitgeschakeld in de eerste ronde |
| 2R      | uitgeschakeld in de tweede ronde |
| 3R      | uitgeschakeld in de derde ronde  |
| 4R      | uitgeschakeld in de vierde ronde |
| KF      | uitgeschakeld in de kwartfinale  |
| HF      | uitgeschakeld in de halve finale |
| F       | de finale verloren               |
| W       | het toernooi gewonnen            |
| w-v     | winst/verlies-balans             |

### Enkelspel
| Australian Open | –  | –  | –  | –  | –  |
| Roland Garros   | –  | –  | –  | –  | –  |
| Wimbledon       | 1R | 2R | 1R | 1R | 1R |
| US Open         | –  | –  | –  | –  | –  |

### Vrouwendubbelspel
| toernooi        | 2017 | 2018 | 2019 |
| --------------- | ---- | ---- | ---- |
| Australian Open | –    | –    | –    |
| Roland Garros   | –    | –    | –    |
| Wimbledon       | 1R   | 1R   | 1R   |
| US Open         | –    | –    | –    |

### Gemengd dubbelspel
| toernooi        | 2017 |
| --------------- | ---- |
| Australian Open | –    |
| Roland Garros   | –    |
| Wimbledon       | 1R   |
| US Open         | –    |